# Tarphius bhutanensis
Tarphius bhutanensis es una especie de coleóptero de la familia Zopheridae.

## Distribución geográfica
Habita en Bután.